# Андо, Масахиро (музыкант)
Масахиро Андо (яп. 安藤 正容; род. 16 сентября 1954, Тикуса) — японский гитарист, игровой композитор.
Уроженец города Нагоя префектуры Айти, в 1976—2021 годах являлся лидером и гитаристом группы T-Square, игравшей в стиле джаз-фьюжн. Был одним из трёх участников супергруппы Ottottrio, в которую также входили гитаристы Хирокуни Корэката из Korenos и Иссэй Норо из Casiopea.
В качестве композитора принимал участие в создании саундтреков для нескольких видеоигр, известен по музыке к сериям Arc the Lad и Gran Turismo. Написанная Андо композиция «Truth» с 1987 года постоянно использовалась телеканалом Fuji Television во время трансляций Формулы-1, а также включалась в серию гоночных игр F-1 Grand Prix.

## Дискография

### В качестве участника The Square/T-Square
- Lucky Summer Lady (1978)
- Midnight Lover (1978)
- Make Me a Star (1979)
- Rockoon (1980)
- Magic (1981)
- Temptation of Legs (1982)
- The Water of the Rainbow (1983)
- Adventures (1984)
- Stars and the Moon (1984)
- RESORT (1985)
- SPORTS (1986)
- Truth (1987)
- Color Palette (1987)
- Yes, No (1988)
- Wave (1989)
- Natural (1990)
- NEW-S (1991)
- Refreshest (1991)
- F-1 Grand Prix World (1992)
- Impressive (1992)
- Classics (1992)
- Human (1993)
- Harmony (1993)
- Summer Planet (1994)
- Solitude (1994)
- Takarajima (1995)
- Welcome to the Rose Garden (1995)
- Miss You In New York (1995)
- B.C. A.D. (1996)
- Blue in Red (1997)
- Gravity (1998)
- Sweet & Gentle (1999)
- T-Square (2000)
- Friendship (2000)
- Brasil (2001)
- Truth 21 Century (2001)
- New Road, Old Way (2002)
- Vocal (2002)
- Spirits (2003)
- T Comes Back (2003)
- Groove Globe (2004)
- Passion Flower (2005)
- Blood Music (2006)
- 33 (2007)
- Wonderful Days (2008)
- Discoveries (2009)
- Time Travel (2010)
- Treasure Songs – T-Square plays The Square (Original Title, たからのうた/Takara no Uta, 2010)
- Nine Stories (2011)
- Dream Songs – T-Square plays The Square (Original Title, 夢曲 (ゆめのうた)/Yume Kyoku (Yume no Uta), 2011)
- Wings (2012)
- Rainbow Songs – T-Square plays T- and The Square Special (Original Title, 虹曲 (にじのうた)/ Niji Kyoku (Niji no Uta), 2012)
- Smile (2013)
- History (2013)
- NEXT (2014)
- Paradise (2015)
- Treasure Hunter (2016)
- REBIRTH (2017)
- CITY COASTER (2018)
- Horizon (2019)
- AI Factory (2020)
- Crème de la Crème (2020)
- FLY! FLY! FLY! (2021)

### В качестве участника Ottottrio
- Super Guitar Session Hot Live! (1989)
- Super Guitar Session Red Live! (1989)
- Triptytch (1998)
- T Comes Back (2003)
- T-Square 25th Anniversary (2003 DVD)
- Casiopea vs. The Square – The Live (2004 DVD)
- T-Square 35th Anniversary Festival (2013).

### Сольная карьера
- Melody Book (1986)
- Melody-go-Round (1990)
- Andy's (1996)
- Winter Songs (2011)

### В качестве участника Akasakatrio
- First Edition Live (2023)

### Саундтреки к играм
- Arc the Lad (1995)
- Arc the Lad II (1996)
- Gran Turismo (1997)
- Arc the Lad III (1999)
- Gran Turismo 2 (1999)
- Arc the Lad Collection (2002)
- Arc the Lad: Twilight of the Spirits (2003)
- Arc the Lad: End of Darkness (2004)
- Gran Turismo 4 (2004)
- Gran Turismo 5 Prologue (2007)
- Gran Turismo 5 (2010)
- Gran Turismo 7 (2022)